# Joan Rovira Tarazona
Joan Rovira Tarazona (Lleida, 5 de maig de 1930 - Madrid, 3 de juny de 1990) fou un advocat i polític català, que fou Ministre de Sanitat i Seguretat Social entre 1979 i 1980.

## Biografia
Era fill del també polític Joan Rovira i Roure. Va estudiar ciències econòmiques i dret a la Universitat de Madrid, i posteriorment va guanyar per oposició la plaça d'advocat de l'Estat. Durant el franquisme va ocupar càrrecs d'importància al Ministeri d'Hisenda, arribant a esdevenir sotssecretari del Ministeri entre 1971 i 1973.
Destinat per la seva professió a Extremadura va fundar el partit polític Acció Regional Extremenya, organització que s'integraria més tard a la Unió de Centre Democràtic (UCD). En les eleccions generals de 1977 va ser escollit diputat al Congrés en representació de la UCD per la província de Càceres, acta que va mantenir fins a les eleccions de 1982, moment en el qual la seva formació política es va desintegrar a conseqüència del triomf electoral del PSOE. En la I Legislatura, i després de ser aprovada la Constitució Espanyola, va ser nomenat Ministre de Sanitat i Seguretat Social per Adolfo Suárez, destacant que va regular la donació d'òrgans per a trasplantaments per primera vegada a Espanya. Cessat l'any 1980, va passar a ser Delegat del Govern a Catalunya.
Integrat posteriorment a Alianza Popular (AP) de la mà de Manuel Fraga Iribarne, fou escollit novament diputat per la província d'Alacant en la III Legislatura. Va morir el 1990 a la seva residència de Madrid.